# Anne Kwaschik
Anne Kwaschik (* 1976) ist eine deutsche Historikerin.
Anne Kwaschik studierte Geschichte, Philosophie und Neuere deutsche Literatur an der Freien Universität Berlin und der Universität Zürich. Sie unterrichtete und forschte in Berlin (Freie Universität Berlin, Technische Universität Berlin), Paris (École des hautes études en sciences sociales, Centre interdisciplinaire d'études et de recherches sur l'Allemagne,  Deutsches Historisches Institut Paris), in New York und Rom. Ihre Dissertation befasste sich mit der Mentalitätsgeschichtsschreibung des französischen Kulturhistorikers Robert Minder. Die Arbeit wurde mit dem Friedrich-Meinecke-Preis für eine herausragende Dissertation (2007) sowie mit dem Deutsch-Französischen Parlamentspreis (2010) ausgezeichnet. Sie war u. a. Juniorprofessorin für Westeuropäische Geschichte am Friedrich-Meinecke-Institut und am Frankreich-Zentrum der Freien Universität Berlin. Seit dem Wintersemester 2017/18 lehrt sie als Professorin für Wissensgeschichte an der Universität Konstanz (W3). Im Jahr 2019 erhielt sie den Lehrpreis LUKS der Universität Konstanz.
Seit ihrer Dissertation bildet die deutsch-französische Beziehungs- und Historiographiegeschichte einen wichtigen Arbeitsschwerpunkt. Ihre derzeitigen Forschungsinteressen betreffen die Verwissenschaftlichung des Kolonialen im 19. und 20. Jahrhundert, die Geschichte des Projektmanagements sowie die Geschichte von Gesellschaftsexperimenten und Gegenwartsdiagnostik seit 1800.

## Schriften (Auswahl)
Monographien
- Der Griff nach dem Weltwissen. Zur Genealogie von Area Studies im 19. und 20. Jahrhundert (= Kritische Studien zur Geschichtswissenschaft, 229), Vandenhoeck u. Ruprecht, Göttingen 2018, ISBN 978-3-525-35596-1 (Habilitationsschrift, Freie Universität Berlin, 2016).
- Auf der Suche nach der deutschen Mentalität. Der Kulturhistoriker und Essayist Robert Minder, Wallstein, Göttingen 2008, ISBN 978-3-8353-0340-9 (Dissertation, Freie Universität Berlin, 2006).

Herausgeberschaften
- mit Emmanuel Droit und Silke Mende: France, Allemagne, Afrique. Représentations, transferts, relations / Frankreich, Deutschland, Afrika. Repräsentationen, Transfers, Beziehungen, Franz Steiner, Stuttgart 2024, ISBN 978-3-515-13702-7.
- mit Françoise Berger: „La condition féminine“. Feminismus und Frauenbewegung im 19. und 20. Jahrhundert (= Schriftenreihe des Deutsch-Französischen Historikerkomitees, 12), Franz Steiner, Stuttgart 2016, ISBN 978-3-515-11395-3.
- mit Corine Defrance: La guerre froide et l’internationalisation des sciences. Acteurs, réseaux et institutions, Editions CNRS, Paris 2016.
- mit Ulrich Pfeil: La RDA dans les relations franco-allemandes / Die DDR in den deutsch-französischen Beziehungen (= Deutschland in den internationalen Beziehungen, 4), Peter Lang, Brüssel 2013, ISBN 978-2-87574-074-8.
- mit Claudia Jarzebowski: Performing Emotions. Zum Verhältnis von Politik und Emotion in der Frühen Neuzeit und in der Moderne, V&R unipress, Göttingen 2013, ISBN 978-3-89971-960-4.
- mit Mario Wimmer: Von der Arbeit des Historikers. Ein Wörterbuch zu Theorie und Praxis der Geschichtswissenschaft, transcript, Bielefeld 2010, ISBN 978-3-8376-1547-0.
- mit Simon Borja u. a.: Figurer l’espace en sciences sociales (= Transeo, 2010, 2/3).